# Olethrius insularis
Olethrius insularis är en skalbaggsart som först beskrevs av Leon Fairmaire 1850.  Olethrius insularis ingår i släktet Olethrius och familjen långhorningar.
Artens utbredningsområde är:
- Fiji.
- Samoa.

Inga underarter finns listade i Catalogue of Life.